# Großwuchssyndrom
Großwuchssyndrom bezeichnet eine Gruppe seltener angeborene Erkrankungen mit dem Hauptmerkmal eines umschriebenen oder vollständigen, bereits während der Schwangerschaft, kurz nach Geburt oder in den ersten Lebensjahren nachweisbaren Riesenwuchses.
In der Datenbank Orphanet finden sich neben „Großwuchssyndrom“ folgende weitere Syndrome mit diesem Stichwort:
- Kosaki-Großwuchssyndrom
- Malan-Syndrom
- Segmental-progressives Großwuchssyndrom mit fibroadipöser Hyperplasie[2]

Die systematische Klassifikation zählt folgende Erkrankungen zu den Großwuchssyndromen:
- Bannayan-Riley-Ruvalcaba-Syndrom
- Beckwith-Wiedemann-Syndrom
- CLAPO-Syndrom[3]
- Elejalde-Krankheit[4]
- Enchondromatose
- Embryofetopathia diabetica
- GLOW-Syndrom[5]
- Hemi 3-Syndrom[6]
- Hemihyperplasie-multiples Lipomatosis-Syndrom[7]
- Hochwuchs-Intelligenzminderung-Gesichtsdysmorphie-Syndrom[8]
- Kongenitaler isolierter Hyperinsulinismus[9]
- Hypoinsulinämische Hypoglykämie - Hemihypertrophie[10]
- Klippel-Trénaunay-Weber-Syndrom
- Maffucci-Syndrom
- Marshall-Smith-Syndrom
- Megalenzephalie-Kapillarfehlbildungen-Polymikrogyrie-Syndrom
- Megalenzephalie-schwere Kyphoskoliose-Großwuchs-Syndrom[11]
- Overgrowth-Syndrom - Lernstörungen - Gesichtsdysmorphien[12]
- Perlman-Syndrom
- Proteus-Syndrom
- SOLAMEN-Syndrom
- Simpson-Golabi-Behmel-Syndrom
- Simpson-Golabi-Behmel-Syndrom Typ 2[13]
- Sotos-Syndrom
- Sturge-Weber-Syndrom
- Trisomie 11p15.4[14]
- Weaver-Syndrom

Mit PIK3CA-assoziiertes Großwuchssyndrom (englisch PIK3CA-related overgrowth spectrum; PROS) wird eine Untergruppe an Großwuchssyndromen bezeichnet, bei denen Mutationen im PIK3CA-Gen vorliegen.
Hierzu gehören neben der bereits erwähnten Megalenzephalie-Kapillarfehlbildungen-Polymikrogyrie-Syndrom (MCAP) noch:
- CLOVE-Syndrom
- Hemihyperplasie-multiples Lipomatosis-Syndrom[18]
- Hemimegalenzephalie
- Facial infiltrating lipomatosis[19]

Ferner gibt es das Ruvalcaba-Myhre-Smith-Syndrom beim fetalen Großwuchs, siehe fetale Makrosomie.
Weitere Syndrome sind unter Riesenwuchs zu finden.